# Povrat ulaganja
Povrat ulaganja (ROI) je omjer između neto dobiti i troška ulaganja koji proizlazi iz ulaganja određenih resursa. Visok povrat uloženih sredstava znači povoljno ulaganje u njegovu cijenu. Kao mjera uspješnosti, ROI se koristi za procjenu učinkovitosti ulaganja ili za usporedbu učinkovitosti nekoliko različitih ulaganja. U čisto ekonomskom smislu, to je jedan od načina povezivanja profita s kapitalom. Povrat ulaganja je mjera izvedbe koju poduzeća koriste za utvrđivanje učinkovitosti ulaganja ili broja različitih ulaganja.

## Svrha
U poslovanju je svrha metrike povrata ulaganja (ROI) mjerenje, po razdoblju, stope povrata na uloženi novac u gospodarski subjekt kako bi se odlučilo hoće li ili ne poduzeti ulaganje. Također se koristi kao pokazatelj za usporedbu različitih ulaganja unutar portfelja. Ulaganje s najvećim povratom ulaganja obično je prioritetno, iako bi trebalo uzeti u obzir i širenje ROI-a tijekom vremenskog razdoblja ulaganja. Nedavno je taj koncept također primijenjen na znanstvene agencije za financiranje (npr. National Science Foundation) ulaganja u istraživanje hardvera otvorenog koda i naknadne povratne informacije za izravnu digitalnu replikaciju.
ROI i povezane metrike daju snimku profitabilnosti, prilagođenu veličini investicijskih sredstava vezanih u poduzeću. ROI se često uspoređuje s očekivanim (ili obaveznim) uloženim iznosima na uloženi novac. ROI nije neto sadašnja vrijednost - prilagođen i većina školskih udžbenika ga opisuje s investicijom "Godine 0" i prihodima od dvije do tri godine.
Marketinške odluke imaju očitu potencijalnu povezanost s brojnikom ROI (profita), ali te iste odluke često utječu na korištenje imovine i kapitalne zahtjeve (na primjer, potraživanja i zalihe). Marketinari bi trebali razumjeti poziciju svoje tvrtke i očekivani povrat.
U anketi od gotovo 200 vodećih marketinških menadžera, 77 posto odgovorilo je da je metrika povratka vrlo korisna.
Povrat ulaganja može se izračunati na drugačiji način od financijske dobiti. Na primjer, društveni povrat ulaganja (SROI) je metoda koja se temelji na načelima za mjerenje ekstra-financijske vrijednosti (tj. Ekološke i društvene vrijednosti koja se trenutno ne odražava u konvencionalnim financijskim računima) u odnosu na uložena sredstva. Može ga koristiti bilo koji subjekt za procjenu učinka na dioničare, identificirati načine za poboljšanje izvedbe i poboljšati izvedbu ulaganja.

### Rizik s korištenjem ROI-ja
Kao alat za donošenje odluka, jednostavno je razumjeti. Jednostavnost formule dopušta korisnicima da slobodno biraju varijable, npr. Duljinu izračunatog vremena ako treba uključiti opće troškove, ili pojedinosti kao što su koje se varijable koriste za izračunavanje komponenti prihoda ili troškova. Koristiti ROI kao pokazatelj za određivanje prioriteta investicijskih projekata je rizično jer se obično malo definira zajedno s prikazom ROI-a koji objašnjava što čini izmjenu. [nedostaje izvor]
Za dugoročna ulaganja velika je potreba za prilagodbom neto sadašnje vrijednosti. Slično kao i Discounted Cash Flow, umjesto toga trebate koristiti diskontirani ROI.
Jedan od najvećih rizika povezanih s tradicionalnim izračunom ROI-a je da ne obuhvaća u potpunosti kratkoročnu ili dugoročnu važnost, vrijednost ili rizike povezane s prirodnim i društvenim kapitalom" jer ne uzima u obzir učinak organizacije na okoliš, društvo i upravljanje. Bez metrike za mjerenje kratkoročnih i dugoročnih učinaka tvrtke na okoliš, društvo i upravljanje, donositelji odluka planiraju budućnost bez razmatranja opsega utjecaja povezanih s njihovim odlukama.

## Računanje
Za pregled u jednom razdoblju podijelite prinos (neto dobit) sredstvima koja su izvršena (investicija):
povrat ulaganja = Net income / Investment
where:
Net income = gross profit − expenses.
investment = stock + {{definition span|text=market outstanding|date=April 2015}} + claims.
ili
povrat ulaganja = (gain from investment – cost of investment) / cost of investment
ili
povrat ulaganja = (revenue − cost of goods sold) / cost of goods sold

### Imovina
Komplikacije u izračunavanju ROI mogu nastati kada se nekretnine refinanciraju ili se izuzme drugi hipoteka. Može se povećati interes za drugi, ili refinancirani zajam, a može se naplatiti i naknada za zajam, a oba mogu smanjiti ROI, kada se novi brojevi koriste u jednadžbi ROI. Može doći i do povećanja troškova održavanja i poreza na imovinu, kao i povećanja komunalnih naknada ako vlasnik stambenog najma ili komercijalne imovine plati te troškove.
Složeni izračuni mogu također biti potrebni za imovinu kupljenu s hipotekom s promjenjivom stopom (ARM) s varijabilnom stopom povećanja koja se naplaćuje godišnje tijekom trajanja kredita.

### Marketinška ulaganja
Marketing ne samo da utječe na neto dobit, nego također može utjecati i na razine ulaganja. Nova postrojenja i oprema, zalihe i potraživanja tri su glavne kategorije ulaganja na koje mogu utjecati marketinške odluke. Prema nedavnoj studiji, poslovna partnerstva s "mikro-utjecajima" mogu donijeti veći ROI od suradnje s velikim slavnim osobama.
RoA, RoNA, RoC i RoIC posebno su slične mjere s varijacijama o tome kako je definirana 'investicija'.
ROI je popularno mjerilo za voditelje marketinga zbog raspodjele marketinškog proračuna. Povrat investicija pomaže identificirati aktivnosti marketinškog miksa koje treba nastaviti financirati i koje treba smanjiti.

## Povratak na integraciju (ROInt)
Kako bi se odgovorilo na nedostatak integracije kratkoročne i dugoročne važnosti, vrijednosti i rizika povezanih s prirodnim i društvenim kapitalom u tradicionalni izračun povrata ulaganja, tvrtke vrednuju svoje učinke na okoliš, društvo i upravljanje (ESG) kroz integrirano upravljanje pristup izvješćivanju koji proširuje ROI na povratak na integraciju. To omogućuje tvrtkama da cijene svoja ulaganja ne samo za njihov financijski povrat nego i dugoročni ekološki i socijalni povrat svojih ulaganja. Naglašavajući učinak okoliša, društva i upravljanja u izvješćivanju, donositelji odluka imaju priliku identificirati nova područja stvaranja vrijednosti koja se ne otkrivaju kroz tradicionalno financijsko izvješćivanje. Društveni trošak ugljika je jedna vrijednost koja se može ugraditi u izračune povrata na integraciju kako bi se obuhvatila šteta za društvo od emisija stakleničkih plinova koja je rezultat ulaganja. Riječ je o integriranom pristupu izvješćivanju koji podržava donošenje odluka na integriranom dnu (IBL), što zahtijeva trostruko dostizanje (TBL) korak dalje i kombinira izvješćivanje o financijskim, okolišnim i društvenim rezultatima u jednu bilancu. Ovakav pristup daje donositeljima odluka uvid u prepoznavanje prilika za stvaranje vrijednosti koje promiču rast i promjene unutar organizacije.